# Soulèvement de Balkhab
Conflit afghan
Le soulèvement de Balkhab est une rébellion du peuple hazara contre les talibans dans le district de Balkhab de la province de Sar-é Pol, en Afghanistan. Le soulèvement, dirigé par Mehdi Moudjahid, débute par la prise du district de Balkhab par ses forces le 23 juin 2022.
Au départ, les talibans ne le prennent pas au sérieux lors de sa déclaration de guerre. Après avoir rassemblé ses propres combattants et pris rapidement le contrôle de son district natal de Balkhab, les talibans déploient des troupes et prennent rapidement l'avantage sur Moudjahid et ses militants.

## Contexte
Les tensions entre les talibans et Mehdi Moudjahid, leur seul commandant chiite Hazara, débutent dès la prise de contrôle de l'Afghanistan par les talibans, lorsque leurs dirigeants tentent d'acquérir un plus grand contrôle sur les mines de charbon de Balkhab.
Les talibans font face à des critiques publiques pour leur traitement vis-à-vis des Hazaras et d'autres musulmans chiites, ainsi que pour l'interdiction des écoles secondaires aux jeunes filles. Cela conduit les talibans à le destituer du poste de chef des renseignements dans le province de Bamiyan,.

## Guerre
Après avoir été expulsé de son poste de chef du renseignement, Moudjahid leur déclare la guerre. Celui-ci capture rapidement le district de Balkhab, destitue le gouverneur du district taliban et le remplace par un chiite Hazara au sein de ses forces. Après avoir capturé Balkhab, Mehdi Moudjahid estime que personne ne peut prendre le district aux Hazaras par la force. Les talibans rassemblent initialement environ 500 combattants et prévoient la capture de Moudjahid par deux offensives distinctes, l'une venant du district de Dara-i Sufi Bala dans la province de Samangan et l'autre du district de Yakawlang dans la province de Bamiyan. Les talibans demandent également à leurs membres de la communauté ouzbèke des provinces de Jowzjan et de Faryab, dirigée par Qari Salahuddin Ayubi, de fournir au moins 200 combattants pour la capture de Mehdi Moudjahid, ce qu'ils refusent.
Au 13 juin 2022, l'ensemble du district de Balkhab est contrôlé par les forces de Mehdi Moudjahid.
De nombreuses personnes, dont des civils ordinaires, des vétérans de l'armée nationale afghane et des combattants de Liwa Fatemiyoun, rejoignent le groupe rebelle.
Des sources indiquent le possible déploiement de l'État islamique au Khorassan à Balkhab et à Kotal Regi dans le district de Balkhab. Ceux-ci auraient menés une attaque depuis le district.
Le 23 juin 2022, les talibans tentent de prendre Balkhab, sans même y pénétrer en raison de la forte résistance. Dans un tweet officiel, Sebghat Ahmadi, porte-parole du NRF, déclare qu'« aujourd'hui à 7 heures du matin, les talibans ont tenté d'attaquer les courageux habitants de Balkhab, en quête de justice, depuis la route de Qom Kotal Sancharak ». Selon les habitants, les talibans ont envoyé des troupes à Balkhab depuis diverses directions pour capturer Mehdi Moudjahid et vaincre ses forces. Selon Mehdi Moudjahid, ses forces ont repoussé deux attaques des talibans le 23 juin et une attaque le matin du 24 juin. De nombreux combattants talibans auraient été tués. Muhammad Mohaqiq, un homme politique Hazaras, soutient Moudjahid tout en avertissant les talibans qu'une attaque contre celui-ci « signifiera une guerre contre les Hazaras ».
Les deux parties s'affrontent dans les régions de la vallée de Dezdan, de Dozdan Dara, de Qom Kotal et d'Ab-e Kalan, et des dizaines de morts et de blessés sont signalés, les talibans ayant subi davantage de pertes. Selon une source proche de Moudjahid, les forces talibanes se sont retirées de plusieurs fronts après avoir été maîtrisées par leurs forces.
Le 25 juin, les talibans lancent une frappe aérienne contre le domicile de Moudjahid, ne provoquant aucune perte humaine parmi lui ou sa famille.
Le 3 juillet, les talibans exécutent neuf combattants s'étant rendus. Les combattants talibans commettent également des atrocités contre les civils à Balkhab,. Le 6 juillet, les talibans déploient près de 8 000 combattants, encerclent la totalité du district de Balkhab et interdisent tout déplacement. Ils coupent également Internet. Mehdi Moudjahid exhorte ses combattants à ne pas perdre espoir et à lutter durement contre les talibans,.
Karim Khalili, un autre homme politique Hazaras et chef du Hezbe Wahdat, critique les talibans pour leur traitement envers les civils de Balkhab. Il écrit : « Dans cette guerre, il y a des signes évidents de crimes contre l'humanité ; des civils ont été directement et intentionnellement attaqués, des maisons et des propriétés pillées. De plus, les communications et les réseaux de la région ont été fermées et les transports les routes permettant d'approvisionner la population en nourriture ont été complètement coupées. ».
Début juillet, les talibans capturent le village de Golwarz, près de Bakhlab, dans le cadre de leur campagne contre les rebelles. Plusieurs crimes de guerre auraient été commis par les talibans contre la population majoritairement Hazaras tout au long de la campagne, provoquant la fuite des réfugiés vers les provinces voisines.
Le conflit s'achève finalement par la victoire des talibans et la mort de Mehdi Moudjahid le 17 août 2022 alors qu'il tente de fuir vers l'Iran.

## Crimes de guerre et violations des droits de l'homme
Dans les zones rurales autour du district de Balkhab, les Taliban ont commis une série de crimes de guerre contre la population chiite Hazaras pendant le conflit. Le 29 juin 2022, selon la Commission afghane indépendante des droits de l'homme (AIHRC), les talibans ont exécuté des civils et des prisonniers de guerre, incendié des maisons de civils, déplacé de force la population et bombardé des infrastructures vitales. L'AIHRC qualifie ces actions de crimes de guerre. Au 1er juillet, 23 civils tués par les talibans ont été identifiés et 29 demeurent non identifiés, selon Rukhshana Media. Le 2 juillet, Hasht-e Subh estime que 150 civils ont été tués par les talibans, dont certains torturés. Environ 27 000 habitants ont également été déplacés. L'Ayatollah Sistani envoya environ 1 000 colis de nourriture et d'autres produits de première nécessité aux Hazaras déplacés et la Fondation Baba Mazari environ 80 autres colis.